# Johann Jakob Bernhardi
Johann Jakob Bernhardi (født 1. september 1774 i Erfurt, død 13. maj 1850 sammesteds) var en tysk botaniker, som bl.a. skrev værkerne:
- Catalogus plantarum horti erfurtensus (1799)
- Systematisched Verzeichnis der Pflanzen, welche in der Gegend um Erfurt gefunden werden (1800)
- Anleitung zur Kenntnis der Pflanzen (1804)
- Beobachtungen über Pflanzengefässe (1805)
- Ueber den Begriff der Pflanzenart und seine Anwendung (1834)

## Autornavn
Autornavnet Bernh. kan bruges for Johann Jakob Bernhardi sammen med et videnskabeligt artsnavn inden for botanikken. (Wikipedia-artikler der bruger autornavnet)